# Rivière la Loche (vattendrag i Kanada, lat 49,04, long -69,83)
Rivière la Loche är ett vattendrag i Kanada.   Det ligger i provinsen Québec, i den östra delen av landet, 600 km nordost om huvudstaden Ottawa.
Trakten runt Rivière la Loche är nära nog obefolkad, med mindre än två invånare per kvadratkilometer.